# Parashorea tomentella
Parashorea tomentella ist ein Baum in der Familie der Flügelfruchtgewächse aus Borneo.

## Beschreibung
Parashorea tomentella wächst als immergrüner Baum bis über 45 (60) Meter hoch. Der Stammdurchmesser erreicht über 150 Zentimeter. Es werden große Brettwurzeln gebildet.
Die wechselständigen Laubblätter sind gestielt. Der behaarte Blattstiel ist bis 2,5 Zentimeter lang. Die eiförmigen bis elliptischen, ganzrandigen, rundspitzigen bis zugespitzten, bis 20 Zentimeter langen Blätter sind leicht ledrig und unterseits behaart. Die Nebenblätter sind abfallend.
Es werden relativ kurze, behaarte und wenigblütige Rispen gebildet. Die großen, kurz gestielten, zwittrigen Blüten sind fünfzählig, gelblich-weiß mit doppelter Blütenhülle. Der Kelch ist außen behaart. Die 15 kurzen Staubblätter besitzen oben kurze Anhängsel. Der oberständige Fruchtknoten ist behaart mit dicklichem, kurzem Griffel und kleiner Narbe.
Es werden bis 2 Zentimeter große, rundliche und fein behaarte, feinwärzliche Nüsse mit den vergrößerten, flügeligen Kelchblättern gebildet, drei stumpfe Flügel sind länger und bis 20 Zentimeter lang, die kürzeren zwei sind spitz und bis 10 Zentimeter lang.

## Verwendung
Das mittelschwere, nicht besonders beständige, relativ weiche Holz wird für einige Anwendungen genutzt, meisten für Sperrholz. Es ist bekannt als White Seraya.